# Mastigoproctus giganteus
Bọ cạp giấm (Danh pháp khoa học: Mastigoproctus giganteus) hay còn gọi là Vinegaroon lớn là một loài bọ cạp roi trong họ Thelyphonidae. Hiện nay chúng còn được bán trên thị trường như là một thú nuôi độc lạ.

## Đặc điểm
Chúng có vẻ ngoài trông khá giống bọ cạp với  loài động vật hình thù “sinh đôi” với bọ cạp, nhưng cái đuôi phía sau của nó có tác dụng như ăng ten định hướng và dò đường mà không dùng để tấn công để làm tê liệt kẻ thù như bọ cạp. Tuy nhiên, sinh vật này có thể phóng đi một lượng dung dịch axít axetic đậm đặc (thành phần gây chua ở giấm) thông qua các lỗ tuyến ở cuối chiếc đuôi mà nó có thể trỏ về bất kỳ hướng nào với độ chính xác khá cao.
Chất dịch tiết ra sẽ xua đuổi kiến, chuột và những động vật săn mồi khác, đây chúng là cách thức phòng vệ hóa học của chúng. Hóa chất chúng tiết ra giống như mùi giấm chính vì vậy trong tiếng Anh chúng còn được gọi với tên là bọ cạp giấm (vinegarroon). Một khi bị làm phiền, cơ thể nó sẽ phóng ra một loại dung dịch chứa axit axetic đậm đặc (thành phần gây chua của dấm) qua tuyến nọc ở đuôi chính xác đến từng milimet rất khó chịu. Chất dung dịch có mùi chua chua này có tác dụng xua đuổi các loài kiến, chuột và các loài động vật ăn thịt khác.

## Phân loài
Loài bọ cạp roi này có các phân loài sau:
- Mastigoproctus giganteus giganteus (Lucas, 1835)
- Mastigoproctus giganteus scabrosus (Pocock, 1902) — Mexico
- Mastigoproctus giganteus mexicanus (Butler, 1872) — Mexico